# Ingrid Wolff
Ingrid Imelda Wolff (ur. 17 lutego 1964 w Hadze) – holenderska hokeistka na trawie. Brązowa medalistka olimpijska z Seulu.
W reprezentacji Holandii w latach 1985-1992 rozegrała 107 spotkań i zdobyła 33 bramki. Zawody w 1988 były jej pierwszymi igrzyskami olimpijskimi, startowała również na IO 92 (szóste miejsce). W 1986 i 1990 została mistrzynią świata, w 1987 triumfowała w mistrzostwach Europy.